# Neuroptera

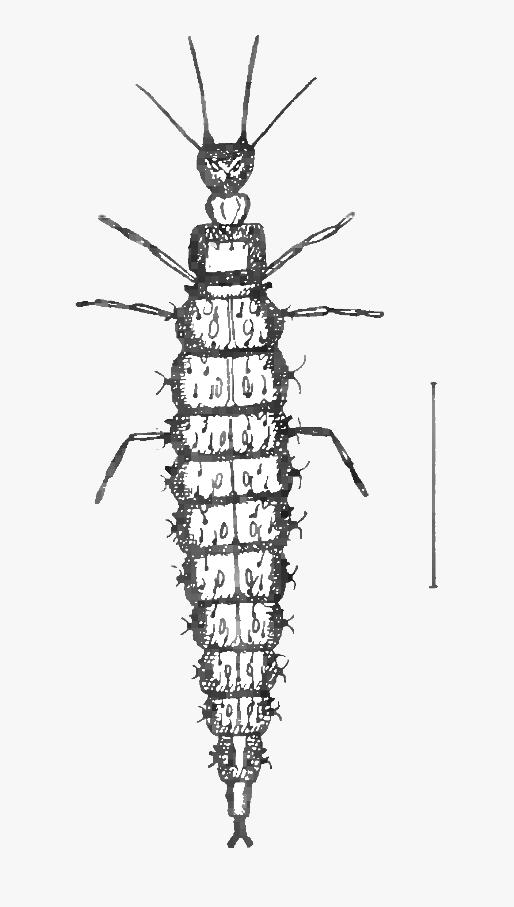
Larva de Osmylus fulvicephalus, Osmylidae

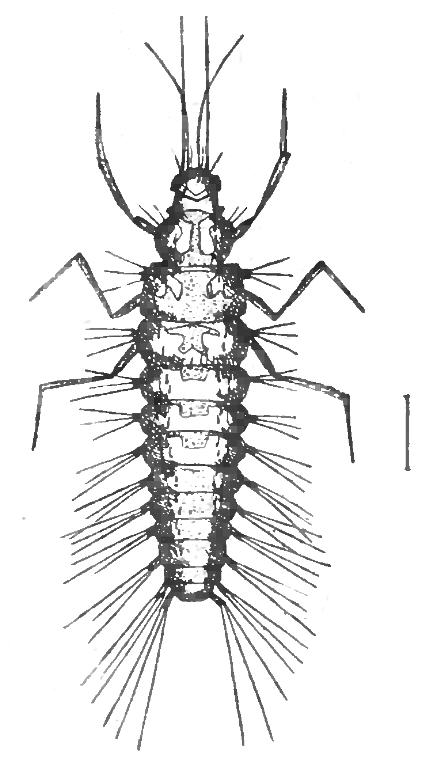
Larva de Sisyra sp., Sisyridae

Los neurópteros (Neuroptera, del griego neûron, "nervio" y ptéron "ala"; "alas con nervios") son un orden de insectos endopterigotos (con metamorfosis completa); los adultos tienen dos pares de alas membranosas con numerosas nervaduras que forman un retículo. Se trata de un grupo muy diversificado, con registro fósil desde el Pérmico, y continuó diversificándose a través de la era Mesozoica. Durante este tiempo, evolucionaron varias formas inusualmente grandes, especialmente en la extinta familia Kalligrammatidae, a menudo llamadas "las mariposas del Jurásico" por sus grandes alas estampadas. Se conocen unas 5000 especies.
Los neurópteros incluían antiguamente tres subórdenes, Megaloptera, Raphidioptera y Planipennia; actualmente, los dos primeros se tratan como órdenes independientes, mientras que Planipennia es un sinónimo obsoleto de Neuroptera.

## Características
Los neurópteros adultos tienen una cabeza hipognata (dirigida hacia abajo) con piezas bucales masticadoras, que pueden estar muy reducidas. Las antenas son largas y filiformes, y están formadas por muchos artejos o segmentos. Poseen grandes ojos compuestos y pueden o no tener ocelos. Tienen dos pares de alas membranosas y transparentes generalmente iguales, pero en algunos grupos (Nemopteridae) son muy estrechas y largas, actuando como balancines para equilibrar el vuelo; la venación es primitiva con numerosas venas longitudinales y transversales que forman un retículo. Las patas son largas, normalmente locomotoras, pero en los mantíspidos las patas anteriores son prensoras y recuerdan a las de las mantis. El abdomen es estrecho y tanto o más largo que el resto del cuerpo, a veces muy largo y delgado (por ejemplo, en los mirmeleóntidos), lo que les da aspecto de libélula.

## Biología y ecología
Los neurópteros son mayoritariamente depredadores, aunque algunos adultos se alimentan de polen. Cazan principalmente otros artrópodos, algunos de los cuales, como los pulgones, que son plagas para las plantas y vegetales, por lo que son reguladores útiles de las poblaciones naturales.
Los neurópteros son holometábolos, es decir, tienen metamorfosis completa, con estadios de larva, pupa e imago (adulto).
Las larvas son de tipo campodeiforme, depredadoras, muy móviles y activas, con piezas bucales de tipo masticador, pero muy modificadas para perforar y chupar, con fusión de los palpos maxilares con las mandíbulas. Producen enzimas digestivas que inyectan a sus presas y después las succionan; las mandíbulas son normalmente muy largas y en forma de tenaza. Todas son depredadoras y algunas, como las hormigas-león, construyen trampas de caza. En su último estadio larvario construyen cápsulas esféricas de seda, secretada por los tubos de Malpighi modificados; a menudo camuflan esos capullos, donde pasan el estadio de pupa, cubriéndolos con desechos vegetales o piedrecillas. En muchos casos las larvas son terrestres, pero también las hay acuáticas y anfibias.
Dado los hábitos depredadores de estos artrópodos, se usan algunas especies para el manejo integrado de plagas; su eficacia es menor en comparación con miembros de otros grupos como los coleópteros e himenópteros; la principal dificultad radica en el canibalismo de las larvas que hace difícil la producción masiva de los neurópteros.

## Evolución

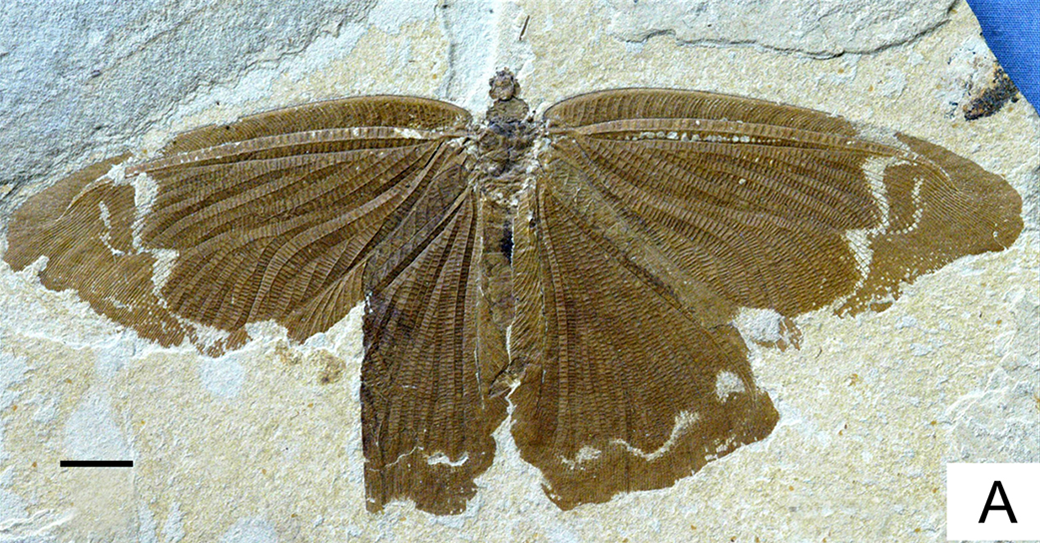
Una de las «mariposas del Jurásico», Sophogramma lii (Kalligrammatidae).

Los neurópteros aparecieron por primera vez cerca del final del período Pérmico, como demuestran los fósiles de los Permithonidae de la cuenca de Tunguska en Siberia y una fauna similar de Australia.

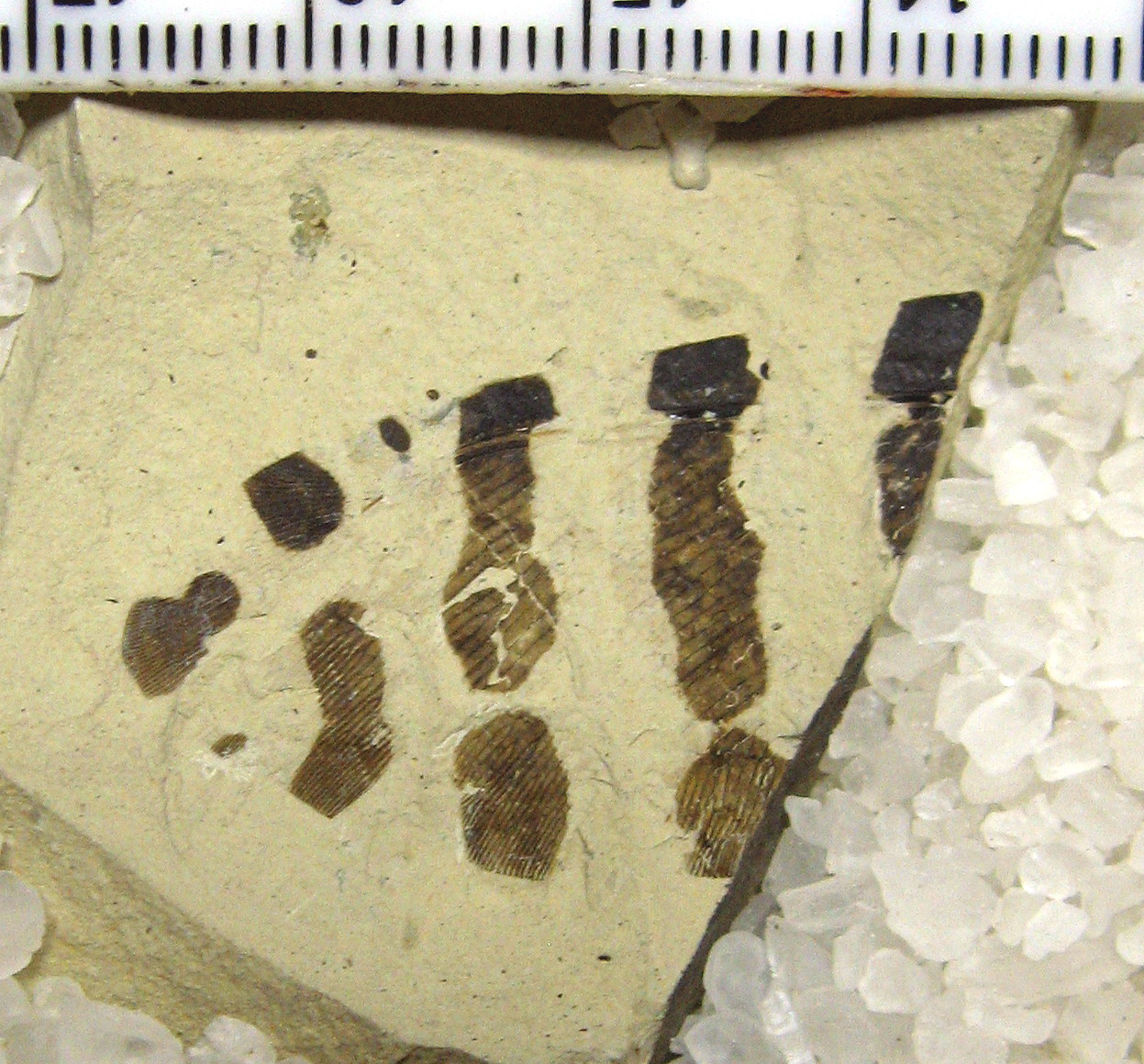
Fósil de ala con diseño en patrón del Paleógeno (Hace 49 millones de años) fossil Palaeopsychops marringerae (Ithonidae).

El origen de los osmílidos se remonta al Jurásico o Cretácico temprano y pueden ser los más antiguos de los grupos Neuropteranos. El extinto osmílido Protosmylus' está fosilizado en el ámbar del Báltico del Eoceno medio. El género Burmaleon se describe a partir de dos fósiles de ámbar birmano del Cenomaniano, lo que implica radiación de grupo en corona en el Cretácico temprano o anterior. La familia Kalligrammatidae vivió desde el Jurásico hasta el Aptiense (Cretácico Inferior). 
Ithonidae son del Jurásico al reciente, y los linajes extintos de la familia estaban muy extendidos geográficamente.
Tras el final del período Cretácico, la diversidad de los neurópteros parece haber disminuido.

## Taxonomía

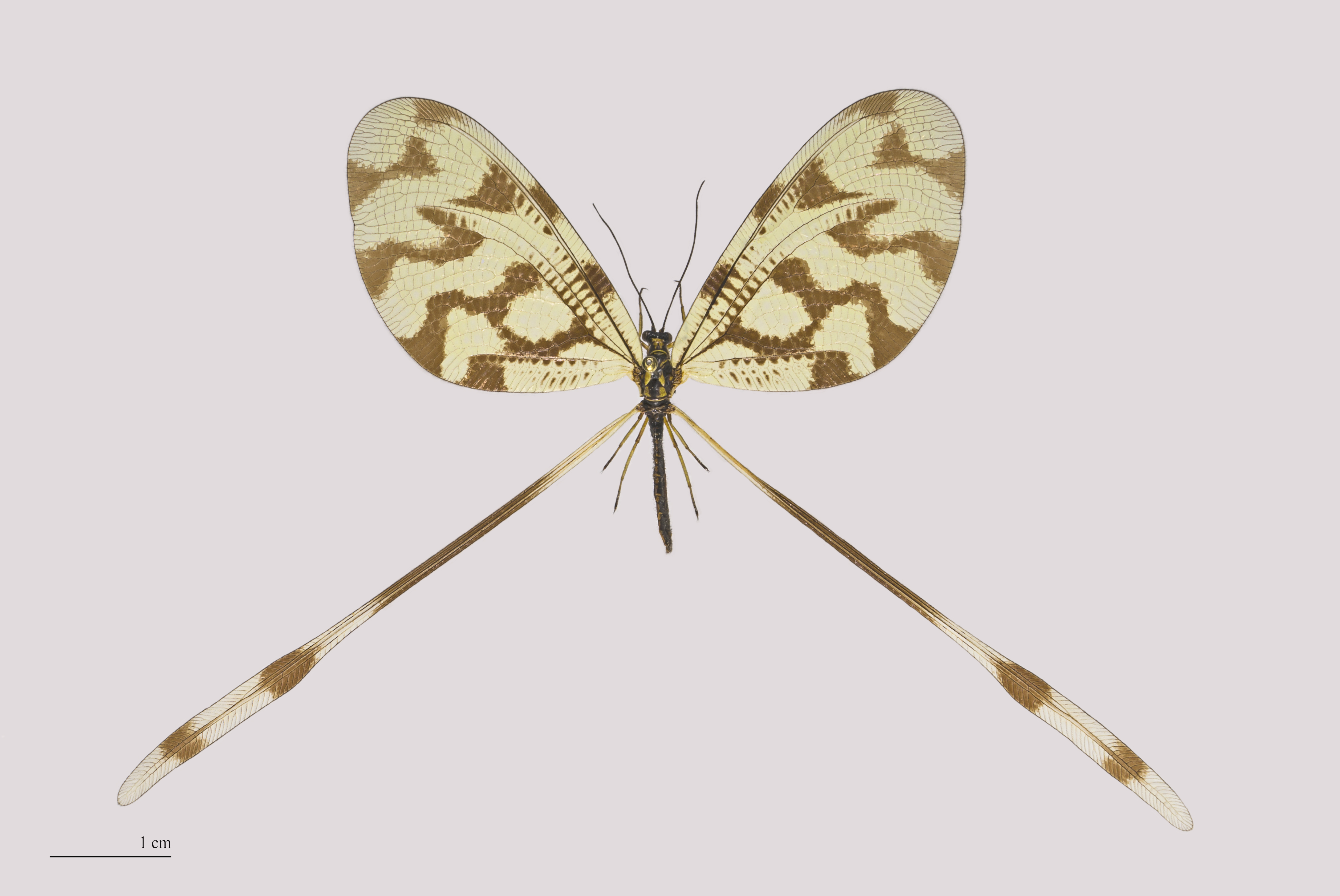
Nemopteridae - Nemoptera sp.

El análisis molecular realizado en el 2018 utilizando rRNA mitocondrial e información mitogenómica ubica a Megaloptera como hermana de  Neuroptera, y Raphidioptera como hermana de este linaje combinado, aunque estos resultados fueron considerados tentativos. El registro fósil ha contribuido a la comprensión de la filogenia del grupo. Las relaciones dentro de Myrmeleontiformia aún están siendo analizadas.
Los miembros de este orden que son aproximadamente 5000 especies, se agrupan en 6 superfamilias que a su vez comprenden 16 familias:
Superfamilia Hemerobioidea
Familia Chrysopidae Schneider (de color verde y ojos dorados, conocidos como crisopas)
Familia Dilaridae Handlirsch (parecidos a polillas, reposan con las alas abiertas)
Familia Hemerobiidae Latreille (de color café, se denominan crisopas pardas)
Familia Psychopsidae
Superfamilia Coniopterygoidea
Familia Coniopterygidae Burmeister (los neurópteros más pequeños, alas polvorientas)
Superfamilia Ithonioidea
Familia Ithonidae
Superfamilia Mantispoidea
Familia Berothidae Handlirsch (recuerdan a mariposas)
Familia Mantispidae Leach (medianos a grandes, patas delanteras raptoras y protórax largo)
Superfamilia Myrmeleontoidea
Familia Ascalaphidae Rambur (neurópteros grandes parecidos a las libélulas)
Familia Myrmeleontidae Latreille (se conocen como hormigas-león)
Familia Nemopteridae Burmeister (conocidos como alas de cuchara)
Familia Nymphidae
Superfamilia Osmyloidea
Familia Osmylidae Leach (sus larvas penetran en el agua para cazar animales acuáticos)
Familia Nevrorthidae Leach
Familia Sisyridae Handlirsch (larva acuáticas)

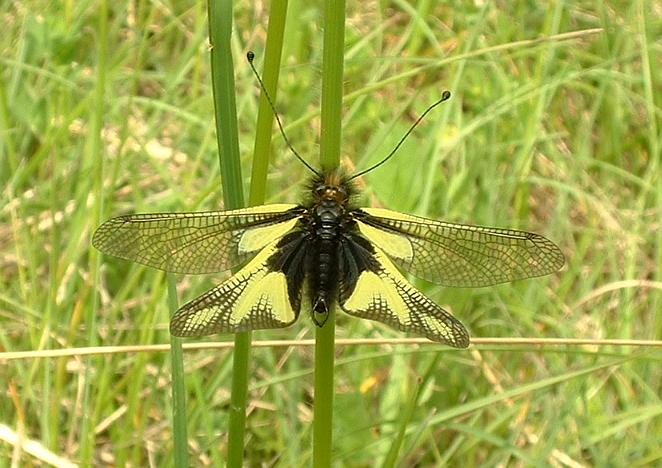
Libelloides coccajus
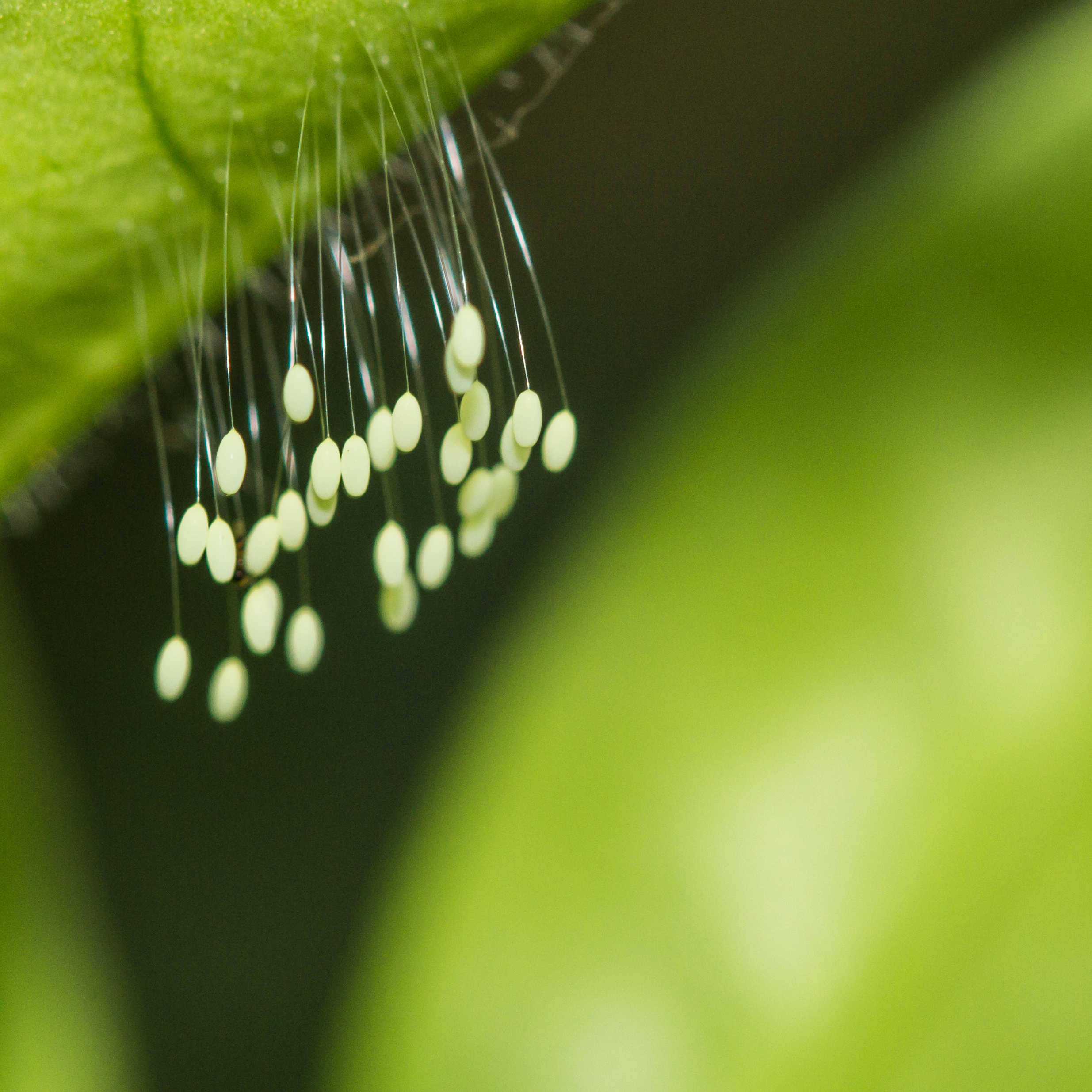
Huevos de Chrysopidae
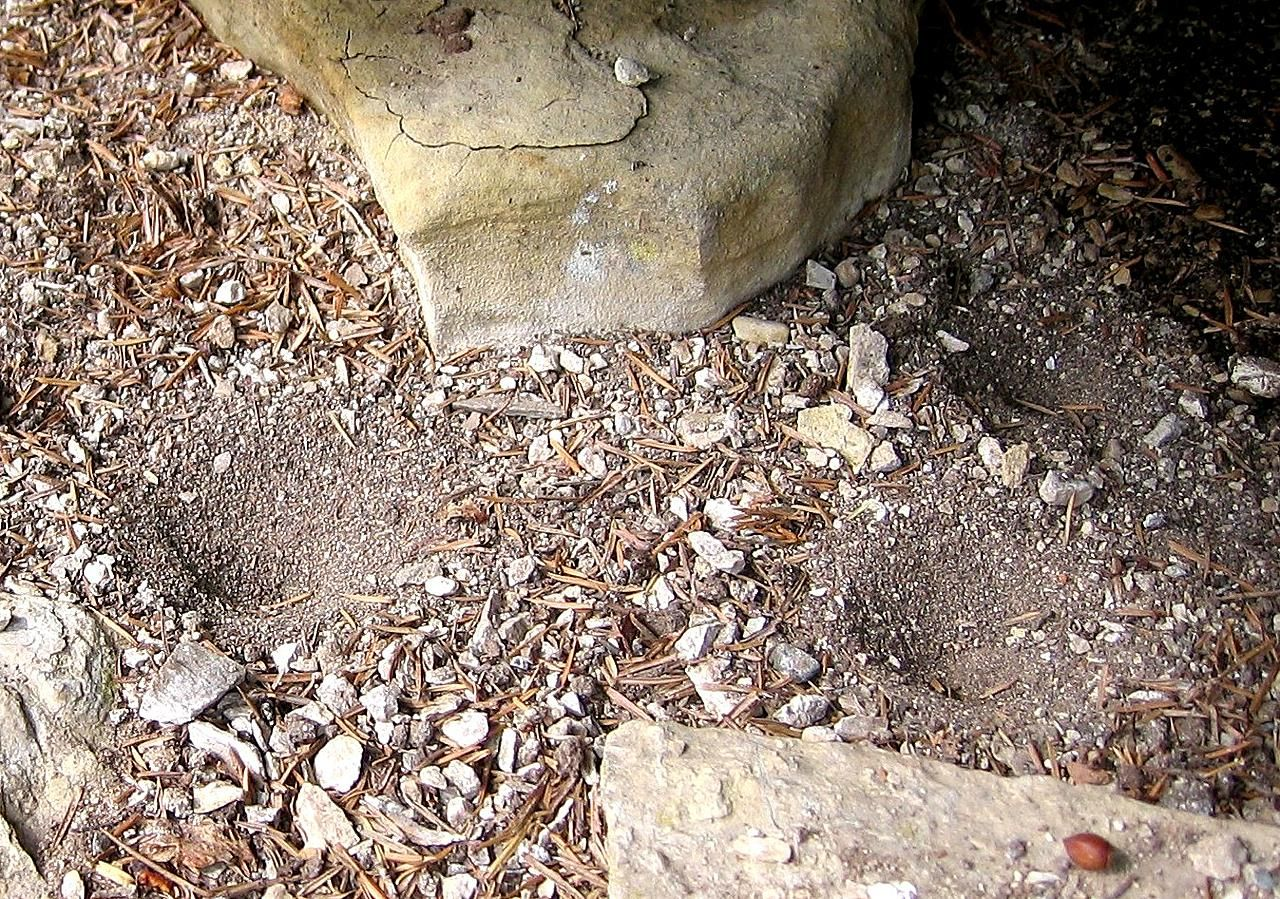
Trampas de caza de hormigas-león
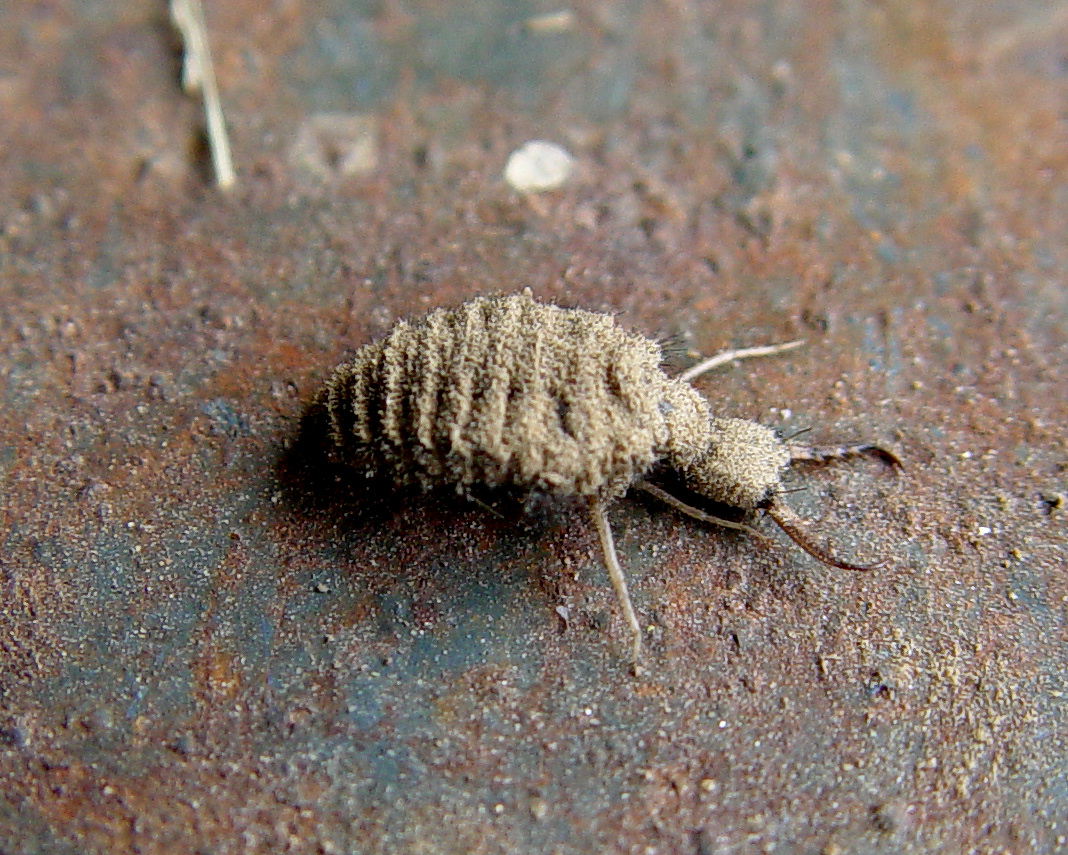
Larva de hormiga-león
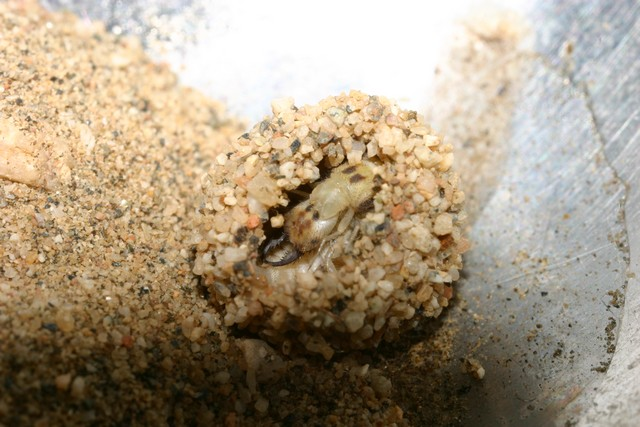
Capullo recubierto de piedrecillas
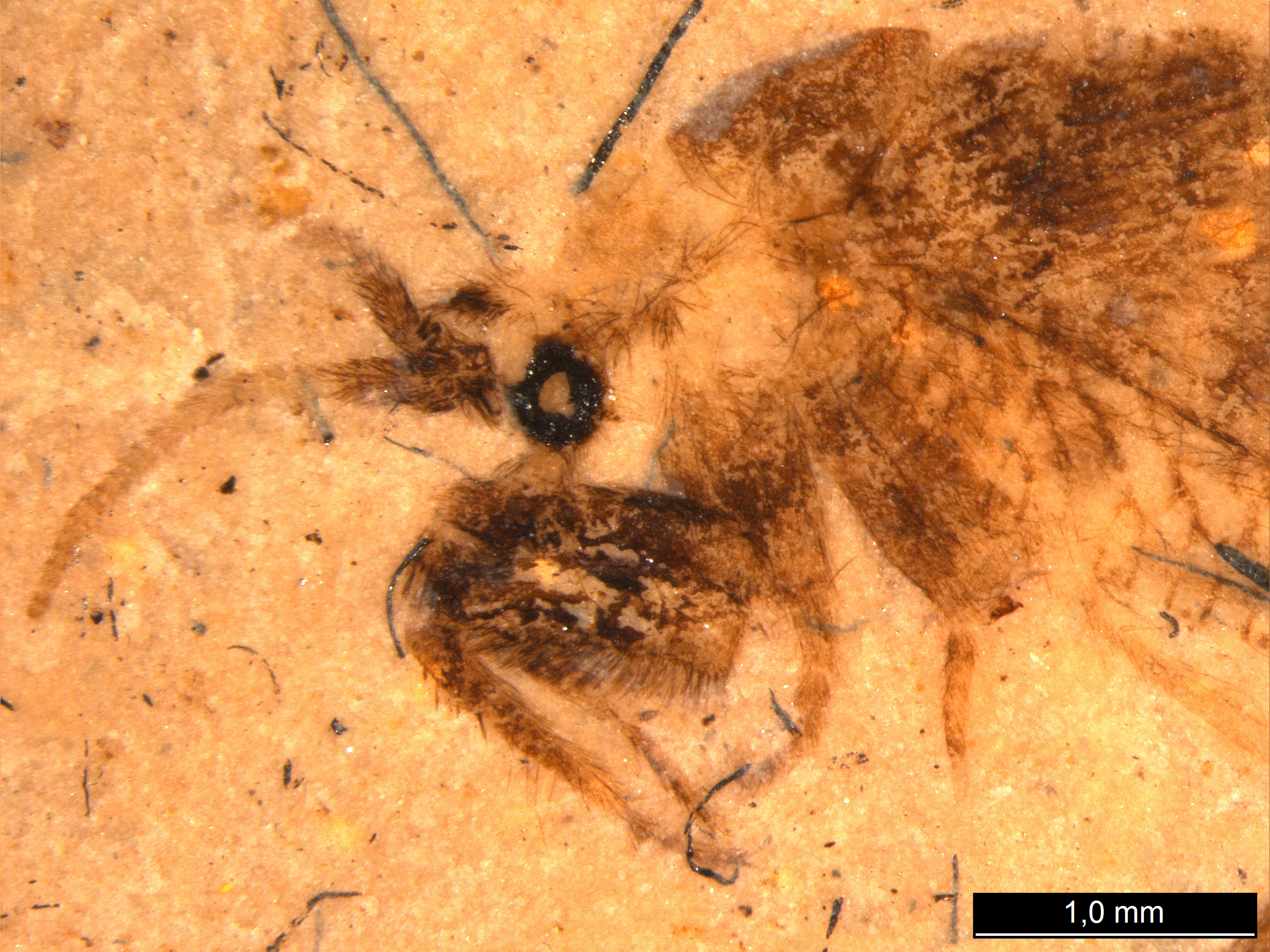
Fósil de Neuroptera (Berothidae)

### Subfamilias
- -{Albardiinae van der Weele, 1908}-
- -{Aleuropteryginae Enderlein, 1905}-
- -{Apochrysinae Handlirsch, 1908}-
- -{Ascalaphinae Lefèbvre, 1842}-
- -{Berothinae Handlirsch, 1906}-
- -{Brucheiserinae Navás, 1927}-
- -{Calomantispinae Navás, 1914}-
- -{Chrysopinae Schneider, 1851}-
- -{Coniopteryginae Burmeister, 1839}-
- -{Crocinae }-
- -{Cyrenoberothinae }-
- -{Dilarinae Newman, 1853}-
- -{Drepanacrinae Oswald, 1993}-
- -{Drepanepteryginae Krueger, 1922}-
- -{Drepanicinae Enderlein, 1910}-
- -{Gumillinae }-
- -{Haplogleniinae Newman, 1853}-
- -{Hemerobiinae Latreille, 1802}-
- -{Kempyninae }-
- -{Mantispinae Leach, 1815}-
- -{Megalominae Krueger, 1922}-
- -{Microminae Krueger, 1922}-
- -{Myrmeleontinae Latreille, 1802}-
- -{Nallachiinae Navás, 1914}-
- -{Nemopterinae }-
- -{Nosybinae }-
- -{Nothochrysinae Navás, 1910}-
- -{Notiobiellinae Nakahara, 1960}-
- -{Osmylinae }-
- -{Palparinae Banks, 1912}-
- -{Stenosmylinae }-
- -{Stilbopteryginae Newman, 1853}-
- -{Sympherobiinae Comstock, 1918}-
- -{Symphrasinae Navás, 1909}-

|}